# کنتی روبلس
کنتی روبلس (انگلیسی: Kenti Robles؛ زادهٔ ۱۵ فوریهٔ ۱۹۹۱) بازیکن فوتبال اهل مکزیک است.
از باشگاه‌هایی که در آن بازی کرده‌است می‌توان به باشگاه فوتبال زنان رئال مادرید، باشگاه فوتبال زنان بارسلونا، و باشگاه فوتبال زنان اتلتیکو مادرید اشاره کرد.
وی همچنین در تیم‌های ملی فوتبال زنان مکزیک و Catalonia women's national football team بازی کرده‌است.